# Diversidays
Diversidays est une association loi de 1901 fondée en 2017 par Anthony Babkine et Mounira Hamdi. Elle agit en faveur de l'égalité des chances et de l'inclusion numérique en France. Elle est présidée depuis 2023 par Nadim Bel Lallahom.
Elle accompagne en particulier les porteurs de projets de la diversité et du numérique dans le développement de leur activité, à travers plusieurs programmes qui leur sont destinés, mais aussi via d'autres programmes à destination des acteurs du numérique eux-mêmes, à commencer par les entreprises du secteur des technologies. Diversidays s'emploie également à promouvoir la diversité dans le numérique auprès du grand public, en publiant régulièrement des études et en organisant des événements en partenariat avec des acteurs publics et privés.

## Historique
Diversidays a été fondée en 2017 par Mounira Hamdi et Anthony Babkine, afin de mettre en avant les talents issus de la diversité via le numérique. Le lancement de son premier programme a lieu le 27 novembre 2017. Il a pour vocation d’accompagner des entrepreneurs et de mettre en avant des modèles de réussite dans le numérique issus de la diversité.
Le 1er juillet 2020 est créé DéClics Numériques, le second programme de Diversidays. Lancé durant la première vague du Covid-19, il a pour objectif d’accompagner les demandeurs d’emploi à distance. La même année, le 7 décembre, l’association fonde TechYourPlace, en partenariat avec la fondation Mozaïk et dix start-ups, un mouvement à destination des startups et des fonds d’investissement.
Fin 2021, l'association avait accompagné environ 7 000 bénéficiaires à travers l'ensemble de ses programmes.
En janvier 2023, Nadim Bel Lallahom, membre bénévole du conseil d'administration de l'association depuis 2018, remplace Mounira Hamdi à la présidence de l'association.

## Activités
Diversidays agit à deux niveaux : les programmes d’égalité des chances et le plaidoyer auprès des pouvoirs publics.

### Programmes d'accompagnement

#### Leadership Program
Le Leadership Program est le programme historique de Diversidays. Il a pour objectif d'accompagner des entrepreneurs issus de la diversité et sous-représentés dans le domaine du numérique, notamment les habitants de quartiers populaires, des zones rurales, les femmes ou les personnes en situation de handicap.
D'abord développé en Île-de-France, ce programme a depuis été déployé dans plusieurs régions : Occitanie, Auvergne-Rhône-Alpes et Hauts-de-France.

#### DéClics Numériques

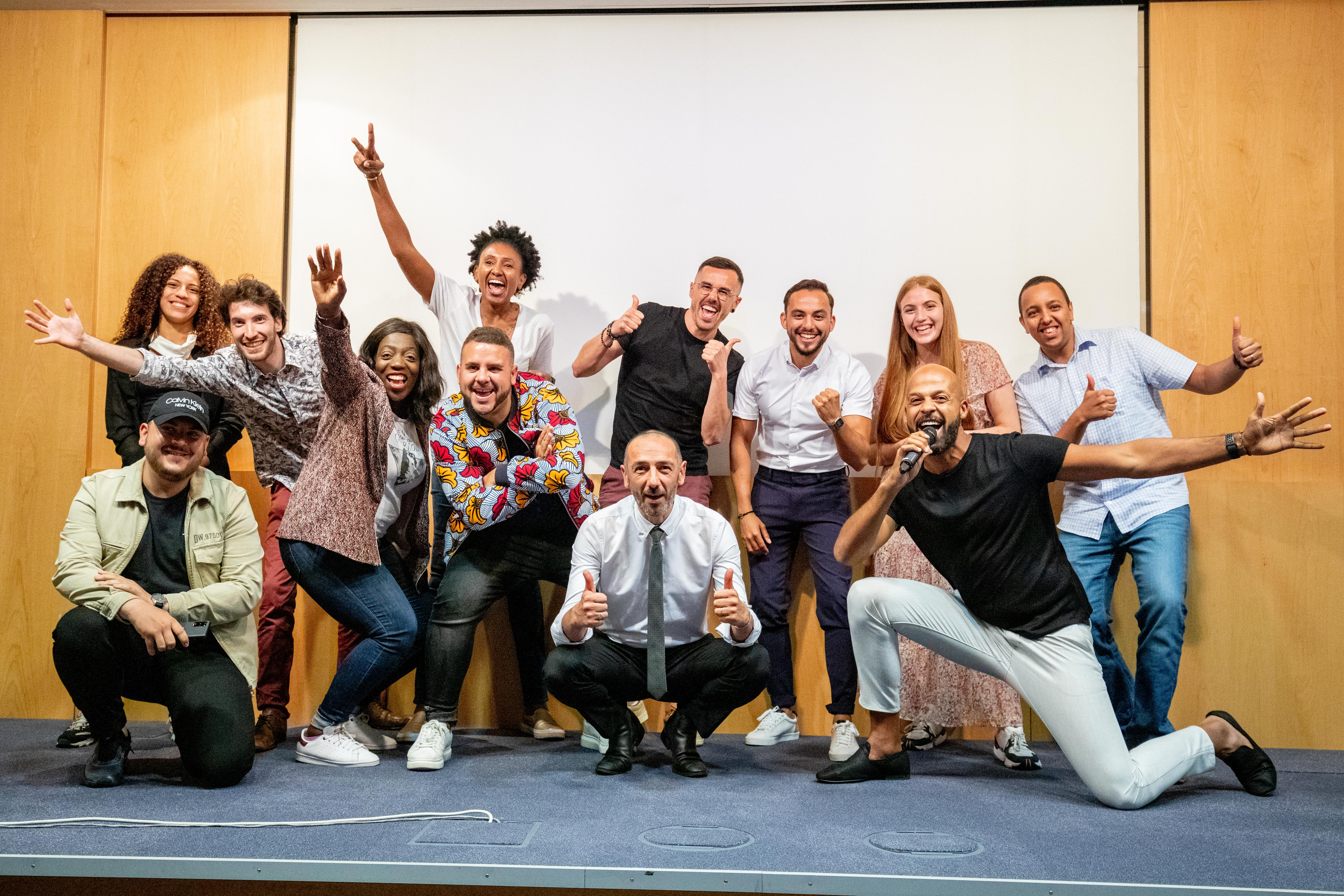
Lancement de DéClics Numériques par l'équipe Diversidays en Hérault en 2020.

Créé pendant la première vague de Covid-19, DéClics Numériques est un programme à destination des demandeurs d’emploi, qui souhaite accompagner 10 000 personnes sous-représentées dans les métiers du numérique jusqu'en 2022 en France.
L'objectif est alors de leur fournir les outils permettant une bonne orientation dans leur parcours de recherche d'emploi ou de reconversion professionnelle, par le biais d'ateliers en ligne et visioconférences. DéClics Numériques vise également à permettre aux participants de rencontrer des acteurs du numérique et des start-ups. Il se fait entièrement à distance, est gratuit et sans condition de diplôme. Diversidays signe pour cela un partenariat avec Pôle emploi, avec le soutien financier de plusieurs acteurs philanthropiques, comme la fondation Google.
Itinérant, il a été déployé dans sept régions (Occitanie, Auvergne-Rhône-Alpes, Bourgogne Franche-Comté, Grand Est, Nouvelle Aquitaine, Martinique, Île-de-France) en 2020 et 2021. Les éditions redeviennent nationales à partir de 2022, avec une édition focalisée cette année-là sur le handicap.

#### TechYourPlace
En 2020, Diversidays et la Fondation Mozaïk constatent que 85 % des start-up françaises peinent à mettre en place une politique RH favorable à la diversité. Elles fondent alors TechYourPlace, un mouvement qui réunit des entreprises du secteur des technologies pour favoriser le recrutement inclusif, la diversité et l’inclusion dans l’écosystème du numérique.
Lors de l’événement « Agir pour un écosystème Tech plus inclusif » au ministère de l’Économie le 17 octobre 2022, Diversidays dévoile une nouvelle étude intitulée Les startups, la diversité et l’inclusion. Cette étude constate que  les efforts dans le milieu du numérique en faveur de l’inclusion et de la diversité restent insuffisants. Jean-Noël Barrot, ministre délégué chargé de la Transition numérique et des Télécommunications, annonce à cette occasion qu’obligation sera faite à toutes les start-ups faisant partie du Next40 et du FT120 de publier leur index d’égalité professionnelle et de répondre à plusieurs questions sur les enjeux de diversité et d’inclusion au sein de leurs organisations. Une douzaine de fonds d’investissement (Eurazeo, Isai, Ring Capital, ..) annoncent également dix engagements en la matière, parmi lesquels leur soutien au mouvement Tech Your Place et le fait d’insérer systématiquement une clause diversité et inclusion dans leurs pactes d’investissement.

### Plaidoyer
En parallèle de ses programmes d’accompagnement, Diversidays produit des publications dont l’objectif est de susciter le débat et la prise de conscience autour des enjeux de diversité et d’inclusion. Le 8 septembre 2020, son fondateur Anthony Babkine et le Conseil national du numérique remettent dans ce cadre le rapport Faire du numérique un accélérateur de diversité à quatre ministres. Le rapport suggère la mise en place d'initiatives comme l'instauration d'une semaine des métiers du numérique et la création d'un index de la diversité ou d'un baccalauréat destiné aux métiers du numérique.
L'association a également produit un État des lieux de la mesure de la diversité en entreprise, en partenariat avec PricewaterhouseCoopers. Cet état des lieux propose une analyse du sentiment d’inclusion des salariés français, des extraits d’entretiens avec des dirigeants d’entreprises et un comparatif des pratiques en la matière. Son but est de permettre une évaluation et une objectivation des politiques de diversité.
Diversidays publie également, en partenariat avec Pôle emploi, un Baromètre de l’observatoire des diversités et du numérique. Celui-ci vise à analyser les problèmes de mixité dans le domaine du numérique, notamment en ce qui concerne la part des jeunes issus de quartiers prioritaires, des zones rurales ou la place des femmes dans les effectifs.
L’association conçoit et diffuse aussi depuis 2018 un Annuaire des talents de la diversité et du numérique, qui recense des experts encore sous-représentés dans leurs secteurs partout en France.